# Carlo Lizzani
Carlo Lizzani (Roma; 3 d'abril de 1922 – ibídem; 5 d'octubre de 2013) va ser un director de cinema, actor, guionista i productor italià.

## Biografia
Entre les seves pel·lícules cal recordar: Atenció! Bandits! (1951), Crònica dels pobres amants (1954), Il gobbo (1960), Il processo di Verona (1963), La vita agra (1964), Banditi a Milano (1968), Mussolini últim acte (1974), Storie di vita e malavita (1975), San Babila ore 20 un delitto inutile (1976), Fontamara (1977), Mamma Ebe (1985), Caro Gorbaciov (1988), Cattiva (1991), Celluloide (1995) i Hotel Meina (2007). Per Banditi a Milano va guanyar el David di Donatello al millor director i un Nastro d'Argento al millor guió.
Va realitzar dues aportacions al Spaghetti western com a director: Un fiume di dollari i Requiescant, en aquest últim va comptar amb la col·laboració de Pier Paolo Pasolini i dels actors fetitxe d'aquest, Franco Citti i Ninetto Davoli.
De 1979 a 1982 va dirigir el Festival Internacional de Cinema de Venècia a Venècia. Va ser membre del jurat al 44è Festival Internacional de Cinema de Berlín el 1994.

### Mort
El 5 d'octubre de 2013, als 91 anys, Lizzani, segons apunten diversos mitjans, es va llevar la vida tirant-se de la finestra, des del tercer pis on vivia al carrer Gracchi de Roma.

## Filmografia
- Viaggio al sud, documental (1949)
- Via Emilia Km 147, documental (1949)
- Nel Mezzogiorno qualcosa è cambiato, documental (1950)
- Modena, città dell'Emilia Rossa, documental (1950)
- Atenció! Bandits! (1951)
- Ai margini della metropoli, amb Massimo Mida (1952)
- L'amore in città, episodi L'amore che si paga (1953)
- Crònica dels pobres amants (1954).
- Lo svitato (1956)
- La muraglia cinese, documental (1958)
- Esterina (1959)
- Il gobbo (1960)
- Il carabiniere a cavallo (1961)
- L'oro di Roma (1961)
- Il processo di Verona (1963)
- La vita agra (1964)
- Amori pericolosi, episodi La ronda (1964)
- Thrilling, episodio L'autostrada del sole (1965).
- La Celestina P... R... (1965)
- La guerra segreta (1965)
- Frente al amor y la muerte (1966)
- Un fiume di dollari (1966)
- Requiescant (1967)
- Banditi a Milano (1968)
- L'amante di Gramigna (1969).
- Amore e rabbia, episodi L'indifferenza (1969)
- Barbagia (La società del malessere) (1969)
- Roma bene (1971)
- Torino nera (1972)
- Facce dell'Asia che cambia, documental (1973).
- Joe el Boig (1974)
- Mussolini últim acte (1974)
- Prostitución de menores (1975)
- San Babila ore 20 un delitto inutile (1976)
- Fontamara (1977)
- Kleinhoff hotel (1977)
- La casa del tappeto giallo (1983)
- L'addio a Enrico Berlinguer, documental (1984).
- Mamma Ebe (1985)
- Imago urbis, documental (1987)
- Caro Gorbaciov (1988)
- 12 registi por 12 città episodi Cagliari (1989).
- Capitolium, amb Francesco Lizzani, documental (1989).
- Cattiva (1991)
- Celluloide (1996)
- Luchino Visconti, documental (1999).
- Roberto Rossellini: Frammenti e battute, documental (2000).
- Un altro mondo è possibile, documental (2001)
- Operazione Appia Antica (2003)
- La passione di Angela (2005)
- Hotel Meina (2007)
- Scossa (2011), amb Ugo Gregoretti, Francesco Maselli i Nino Russo.

## Premis
Festival Internacional de Cinema de Canes
| Año  | Categoría            | Película                   | Resultado |
| ---- | -------------------- | -------------------------- | --------- |
| 1954 | Premio Internacional | Crònica dels pobres amants | Guanyador |